# Palästinensischer Legislativrat

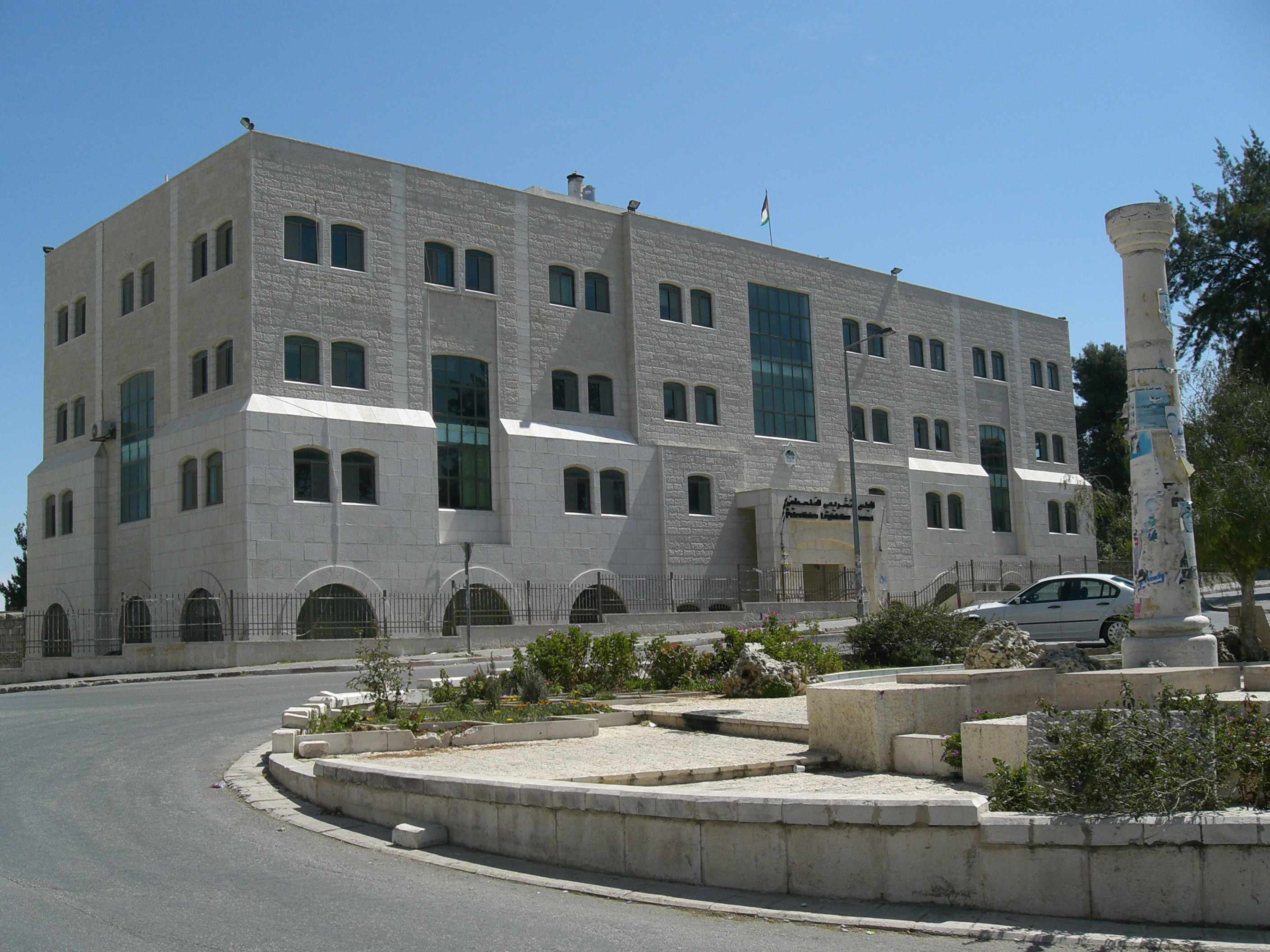
Gebäude des Palästinensischen Legislativrates in Ramallah 2009

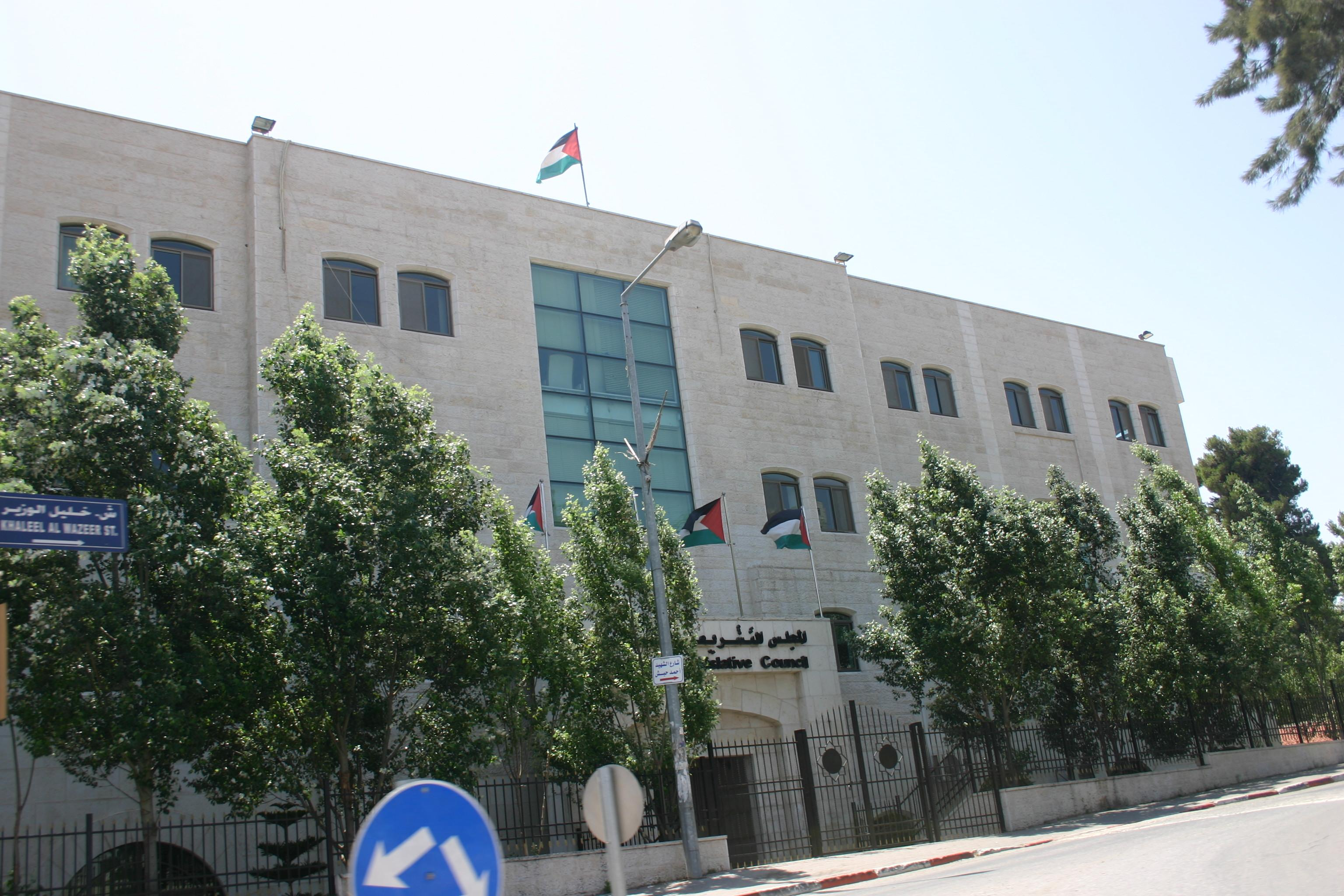
Gebäude des Palästinensischen Legislativrates in Ramallah 2011

Der Palästinensische Legislativrat (arabisch المجلس التشريعي الفلسطيني, DMG al-Maǧlis at-tašrīʿī al-Filasṭīnī, englisch Palestinian Legislative Council, PLC) ist das Parlament der palästinensischen Gebiete und der palästinensischen Autonomiebehörde. Der Legislativrat ist ein Einkammer-Parlament mit 132 Sitzen, die je zur Hälfte über eine Listenwahl und über eine komplizierte Mehrheitswahl mit jeweils mehreren Sitzen je Wahlkreis vergeben werden. Die letzte Wahl fand am 25. Januar 2006 statt. Die Legislaturperiode beträgt vier Jahre.

## Geschichte

### Erste Legislaturperiode
Der Legislativrat wurde erstmals am 20. Januar 1996 als Provisorium gemäß dem Interimsabkommen über das Westjordanland und den Gazastreifen sowie dem Wahlgesetz von 1995 gewählt. Durch das reine Mehrheitswahlrecht waren alleine 55 der 88 gewählten Abgeordneten Mitglieder der Fatah-Partei Jassir Arafats. Der Legislativrat hatte anfangs keine kodifizierten Kompetenzen. Die erste Legislaturperiode sollte ursprünglich zum Ende einer Übergangsphase, spätestens 1999 enden. Arafat verzögerte Neuwahlen jedoch immer weiter, sodass erst nach seinem Tod ein neues Wahlgesetz beschlossen und Neuwahlen angesetzt werden konnten. Diese fanden Anfang 2006 statt.
Arafat verzögerte auch das bereits 1997 vorgelegte, sogenannte Basic Law, das die Gesetzgebungskompetenz und das Budgetrecht des Legislativrates festlegte, immer weiter. Es trat erst 2002 in Kraft. Auch der Premierminister und das Kabinett sind seit 2003 vom Vertrauen des Rates abhängig.

### Zweite Legislaturperiode
Bei den Wahlen 2006 gewann die Hamas gut 44 % der abgegebenen Stimmen und mit 74 von 132 Sitzen die absolute Mehrheit der Mandate. Die Fatah konnte dagegen nur noch 45 Sitze erringen.
Nach dem Ausbruch von Kämpfen zwischen Hamas- und Fatah-Milizen im Gazastreifen ab dem 10. Juni 2007 erklärte Präsident Mahmud Abbas unter Berufung auf das Basic Law am 14. Juni 2007 einen dreißigtägigen Ausnahmezustand. Am selben Tag ernannte er eine neue Regierung, die verfassungswidrig nicht von einer absoluten Mehrheit im Legislativrat bestätigt wurde. Laut Artikel 78 des Basic Law bliebe die Regierung Haniyya II bis zu dieser Bestätigung als geschäftsführende Regierung im Amt. Darauf basierend arbeiteten die Hamas-Minister im Gazastreifen weiter. Abbas setzte per Dekret die Artikel 65, 66 und 67 des Basic Law außer Kraft, die die Regierungsbildung und das Vertrauensvotum im Legislativrat regeln.
Verfassungsrechtler debattierten über die Vorgänge. Anis al-Qasem, der unter Arafat die Ausarbeitung des Basic Law geleitet hatte, und Eugene Cotran erklärten, die Verfassung gebe Abbas nicht die Befugnis,  eine neue Regierung ohne Zustimmung des Parlaments zu ernennen oder Artikel außer Kraft zu setzen. Azmi Shuaibi, der in einem parlamentarischen Ausschuss zum Grundgesetz saß, hingegen argumentierte, Abbas könne während des Notstandes alle Artikel aussetzen außer jenen im siebten Kapitel des Basic Law enthaltenen.
Da eine Verlängerung des Ausnahmezustandes nach 30 Tagen nur durch eine Mehrheit im Legislativrat möglich gewesen wäre, nutzte Abbas ab Juli 2007 Artikel 43 des Basic Law, um mit Präsidialdekreten zu regieren. Dies ist zulässig „in unaufschiebbaren Notfällen und wenn der Legislativrat nicht tagt“, die Dekrete müssen „dem Legislativrat in der ersten Sitzung nach ihrer Verabschiedung vorgelegt“ werden.
Jedoch trat der Legislativrat nach dem 5. Juli 2007 niemals mehr mit dem erforderlichen Quorum zusammen. Der parlamentarische Block der Hamas beanspruchte wiederholt, im Gazastreifen Aufgaben im Namen des Legislativrats wahrzunehmen. Im Jahr 2010 lief die Legislaturperiode aus, es wurden jedoch keine Wahlen abgehalten.
Im Dezember 2018 urteilte das Oberste Verfassungsgericht (dessen Etablierung selbst verfassungsrechtlich umstritten ist) über eine Anfrage des Justizministers, ob die Abgeordneten der zweiten Legislaturperiode noch berechtigt waren, Staatsgehälter zu erhalten. Es erklärte das Parlament in seiner Entscheidung für aufgelöst und forderte Präsident Abbas auf, innerhalb von sechs Monaten Parlamentswahlen abzuhalten.

### Dritte Legislaturperiode
Wahlen für die dritte Legislaturperiode des Palästinensischen Legislativrates wurden wiederholt angekündigt und auf unbestimmte Zeit verschoben.

## Sitz des Rates
Es gibt sowohl ein Versammlungs- und Bürogebäude im Westjordanland als auch im Gazastreifen. Bis zum Neubau des Gebäudes im Zentrum Ramallahs (Khalil al-Wazir street) befand sich der Sitz in Al-Bireh nahe der Muqata (Madschlis street). Das Gebäude in Gaza wurde inzwischen von Israel zerstört. Wegen der Reisebeschränkungen für die Abgeordneten fanden Sitzungen mit Videokonferenzschaltungen statt. Seit der Machtübernahme durch die Hamas im Gaza sind nur mehr die Sitzungen im Ramallah relevant.

## Wahlrecht
Von den 132 Sitzen des Legislativrates werden je 66 in einem Grabenwahlsystem durch zwei voneinander unabhängige Verfahren bestimmt. Dabei stimmt jeder Wahlberechtigte mit zwei Stimmen ab, das heißt Stimmensplitting ist möglich. Die eine Hälfte der Mandate wird durch einfache Verhältniswahl mit einer 2%-Sperrklausel vergeben. Die übrigen 66 Sitze werden durch Mehrheitswahl über 16 Wahlkreise vergeben. Jeder dieser Wahlkreise entsendet entsprechend seiner Bevölkerungsstärke ein bis neun Abgeordnete in den Legislativrat. Eine Besonderheit ist, dass in vier Wahlkreisen ein bzw. zwei Sitze für Kandidaten der christlichen Minderheit reserviert sind.
Die Wähler dürfen in jedem Wahlkreis maximal so vielen Kandidaten je eine Stimme geben, wie der Wahlkreise Abgeordnete entsenden darf. Gewählt sind die Kandidaten mit den jeweils meisten Stimmen.
Das Wahlgesetz von 2005 enthält in Artikel 5 zudem ein System einer Frauenquoten für die Wahlvorschläge. Damit wird bewirkt, dass mindestens jeder dritte bis fünfte über das Verhältniswahlverfahren gewählte Abgeordnete eine Frau sein muss.

## Zusammensetzung
Die Wahlen von 2006 brachten folgende Zusammensetzung:
| Partei                 | Sitze |
| ---------------------- | ----- |
| Hamas                  | 76    |
| Fatah                  | 43    |
| DFLP                   | 3     |
| Unabhängiges Palästina | 2     |
| Dritter Weg            | 2     |
| Badil                  | 2     |
| Unabhängige            | 4     |

## Abgeordnete
Zu den bekannten Mitgliedern des 2006 gewählten Palästinensischen Legislativrats zählten unter anderem:
- Abd al-Aziz Duwaik (Hamas), Parlamentspräsident (seit Januar 2012 in israelischer Haft)
- Ziad Abu Amr (unabhängig), Wahlkreis: Gaza-Stadt
- Muhammad Abu Tir (Hamas), Wahlkreis: Ostjerusalem (seit Juni 2010 inhaftiert)
- Assam al-Ahmad (Fatah), Wahlkreis: Jenin
- Mahmoud Alloul (Fatah), Wahlkreis: Nablus
- Yunis al-Astal (Hamas), Wahlkreis: Chan Yunis
- Mustafa Barghuthi (Unabhängiges Palästina), über Parteiliste gewählt
- Mohammed Dahlan (Fatah; im Juni 2011 aus der Partei ausgeschlossen), Wahlkreis: Chan Yunis
- Chalida Dscharrar (PFLP)
- Saeb Erekat (Fatah), Wahlkreis: Jericho
- Hatem Kafisha (Hamas), Wahlkreis: Hebron (bis 2009 inhaftiert)
- Nayif ar-Radschub (Hamas), Wahlkreis: Hebron (2006–2010 inhaftiert)
- Ahmad Sa'adat (Wahlliste „Märtyrer Abu Ali Mustafa“, Volksfront zur Befreiung Palästinas), über Parteiliste gewählt (2006 in der „Operation Bringing Home the Goods“ entführt und in Israel inhaftiert)
- Khaled Tafesh (Wahlliste „Fortschritt und Wandel“, Hamas), Wahlkreis: Bethlehem (seit Januar 2012 inhaftiert)

Verstorbene Abgeordnete:
- Imil Jarjoui (Fatah), Wahlkreis: Ostjerusalem (2007 an einem Herzinfarkt gestorben)
- Said Siam (Hamas), Wahlkreis: Ghaza-Stadt (2009 bei einem israelischen Luftangriff im Rahmen der „Operation Gegossenes Blei“ getötet)

### Verhaftungen von Parlamentariern durch Israel
Am 29. Juni 2006 wurden im Rahmen der „Operation Sommerregen“ zahlreiche Parlamentarier verhaftet. „Derzeit befinden sich noch neun Abgeordnete in israelischer Haft“, meldete das zum Christlichen Medienverbund KEP gehörende Israelnetz Ende Juni 2010.
Am 19. und 20. Januar 2012 nahmen die israelischen Sicherheitskräfte erst Parlamentspräsident Abd al-Aziz Duwaik und danach den Abgeordneten Khaled Tafesh fest. Wenige Tage später drang die Polizei in die Räume des Internationalen Komitees vom Roten Kreuz (IKRK) in Ostjerusalem ein, wo zwei weitere Politiker Schutz gesucht hatten. Festgenommen wurden Khaled Abu Arafeh, ehemaliger Minister in der Regierung der Palästinensischen Autonomiebehörde vom März 2006, und der Abgeordnete Mohammed Toutah. Soweit keine strafrechtlichen Vorwürfe gegen sie vorliegen, sollen die beiden palästinensischen Politiker aus Ostjerusalem abgeschoben werden.